# La Futbolería
La Futbolería fue un espacio radiofónico que emitió Radio Marca entre 2008 y 2010, de 22:00 a 00:00 horas, de lunes a viernes, dirigido por Miguel Ángel Méndez junto a Alfredo Duro, y ponía el broche a la programación diaria de Radio Marca. Por este programa, pasaron los principales protagonistas del fútbol español y mundial, y contaba con una tertulia en las que participan Roberto Palomar, José Luis Corrochano, Antonio Sanz, Javier G. Matallanas, Antonio Merchán, Elías Israel, Fernando Ruíz y José Manuel Cuéllar, entre otros.
Como productor técnico del programa trabajaba Alberto González, apodado Pipe, quien tenía una sección al final del programa (23:55) llamada "La Pipería" en la que se repasaban noticias deportivas que no hubieran sido tocadas en el programa ni en su tertulia. Debido a la hora, en abundantes ocasiones se anulaba la sección.
Durante la Navidad de 2008 la estructura del programa no varió, pero sí el presentador. Los sustitutos de Miguel Ángel Méndez y Alfredo Duro fueron Miguel Martín Talavera y el propio Pipe.
La temporada 2007-2008, el programa estaba presentado por el veterano periodista Juan Manuel Gozalo, y su horario de emisión era de 08.00 a 10.00 horas.

## Edición especial en Camp Butmir
Durante los días 2 y 3 de diciembre de 2008, el equipo de La Futbolería junto a Edu García se desplazó a Camp Butmir (Sarajevo,  Bosnia) para realizar una edición especial con los militares españoles destinados allí. Llevaron como invitado a disposición de los soldados al actual seleccionador de la selección española, Vicente del Bosque, quien en acto solidario, repartió en un hospital de la capital bosnia juguetes para niños. Durante la segunda jornada, ya sin el seleccionador, explicaron a los oyentes por qué estaban allí los soldados. Según dijo el propio conductor del programa, Miguel Ángel Méndez: "Ha sido una experiencia inolvidable".
Además, aprovechando que los militares retornarían para España por Navidad, Edu García, director del Marcador decidió invitar a uno de ellos como analista del FC Barcelona en el partido Barcelona-Depor del 17-18 de enero de 2009 coincidiendo con la jornada n.º 19 de Primera División. Esto se debe a que dicho militar, apodado "Chuster", además de ser culé, intervino en muchas ocasiones en el programa, generando una gran simpatía con el equipo de Radio Marca desplazado allí.

## Ediciones especiales en el Irish Corner

### 2008
Según el estudio del EGM realizado en el último cuatrimestre de 2008, Radio Marca ha batido el récord de audiencia diaria que poseía, situándolo en aproximadamente 447000 oyentes al día. El día 11 de diciembre de 2008, el equipo de La Futbolería, así como el director de Radio Marca, Paco García Caridad, los presentadores de l Marcador, Edu García y Antonio Arenas o el director y presentador del programa "Bajo Par", Guillermo Salmerón, se desplazaron a un bar situado en el este de Madrid, llamado el Irish Corner para "celebrarlo". Tras la tertulia habitual (que finalizó un poco antes de lo habitual, sobre las 23:05) se reunieron los mejores y más graciosos "gazapos" de la historia de esta emisora, así como los villancicos más horrorosos del concurso celebrado en 2007, premiando al momento más gracioso al final del programa: una broma telefónica realizada por el programa La casa por el tejado de la misma casa a Miguel Martín Talavera, colaborador y presentador de Radio Marca. Consistía en cortes del programa El Intermedio, cortes de su presentador Paco García Caridad que a la vez es el director de Radio Marca en los que lo "amenazaba" con su posible despido y ante los que Talavera reaccionaba con la frase No te entiendo en varias ocasiones.

### 2009
Según la tercera oleada del EGM realizado en el último cuatrimestre de 2009, Radio Marca vuelve a batir sus números estableciendo una marca de 615000 oyentes diarios. Para celebrarlo, volvieron a hacer lo mismo que en 2008, celebrarlo en este bar irlandés, en este caso, el 10 de diciembre de 2009. Este año consistió en un programa mezcla entre La Futbolería habitual y La Casa por el Tejado, con dos inalámbricos por el bar: Antón Meana y Alberto García "El Molécula". Intervinieron la voz en-off de la emisora y el nuevo cantante de referencia para la emisora, Jaime Lamet, quien cantó en directo su tema dado a conocer en La Casa por el Tejado Bote, Bote, Botellón. También se repasaron los mejores cortes del año 2009, a saber:
- El intento fallido de conexión con TVE realizado en Marcador Matinal por parte de Miguel Martín Talavera. Intentaba conectar con una entrevista realizada a Jorge Lorenzo en el Gran Premio de Portugal de Motociclismo 2009.
- El problema de Miguel Ángel Toribio con la palabra mandatarios en la previa del derbi madrileño en Marcador Matinal con Antonio Arenas.
- La entrevista del mismo a Klaas-Jan Huntelaar en el Aeropuerto de Madrid-Barajas en la que sólo dice chao en medio de Directo Marca con Vicente Ortega.
- Otra entrevista mítica de Vicente Ortega en Directo Marca a Franco Baresi de muy poco contenido, puesto que el exjugador decidió marcharse a mitad de la entrevista.
- De nuevo, una entrevista de Marta Sánchez a Zinedine Zidane en la que la grabadora se estropeó y fue corriendo por las calles de Madrid para que le repitiese una respuesta.
- Un spot imitando La Tienda de Radio Marca de Adrián Puertollano con cortes de Paco García Caridad.
- El problema de Rafa Sahuquillo con la palabra pedradas en Intermedio con Paco García Caridad repasando los titulares de la prensa deportiva catalana el día después del Alcorconazo.
- Un hasta luego mítico de Elena Villaécija a Juan Manuel Gozalo. Ella lee un mensaje SMS de un oyente que dice: En el Real Madrid no ha habido elecciones limpias nunca. Juan Manuel Gozalo dice Bueno, hasta ahora en referencia al mensaje, pero Elena entiende mal.
- Una confesión de Juan Andújar Oliver ante Edu García, Antonio Arenas, David Sánchez y Andrés Ocaña en un Marcador de UEFA Champions League en la que reconoció haber dicho alguna vez a algún aficionado Tu madre.
- Otra confesión de Antonio Jesús Merchán en Marcador sobre su "primera vez".
- Un fallo informático en La Futbolería que obligó a Miguel Ángel Méndez y a Alfredo Duro a tararear la sintonía de la ONCE tras dar el número del cupón diario.
- Un momento de Marcador que acabó con Raúl Fuentes cantando una canción de David Bisbal.
- La canción del Mundial 82 de la Selección Española de Fútbol cantada de viva voz por Alfredo Duro en mitad de una Futbolería.

## Edición especial en el Hotel Ritz
Para conmemorar el final del 70 Anviersario de Marca, redactores, miembros de Radio Marca y deportistas afamados se reunieron en una cena multitudinaria organizada por Marca en el Salón Felipe IV del Hotel Ritz, en el centro de Madrid. Antes de la cena hubo una lectura de un discurso por parte del Rey de España, Juan Carlos I, a quien se le entregó el premio "Marca Leyenda", y después entregó, junto a Eduardo Inda, director de Marca el premio "Marca de Honor" a Rafael Nadal. En su discurso destacó una frase: Ha sido un verdadero año mágico para el deporte español en referencia a la victoria de la Selección Española de Fútbol en la Eurocopa 2008, los numerosos premios ganados por Rafael Nadal, Jorge Lorenzo, la selección española de tenis que ganó la Copa Davis 2008, Alberto Contador, Sergio García, José María Olazábal o los numerosos futbolistas y exfutbolistas presentes junto con las autoridades. Pese a la gran asistencia, se notaron y destacaron las ausencias de Fernando Alonso y Severiano Ballesteros, a quienes se les mandó un saludo y un abrazo.  Tuvo lugar el día 15 de diciembre de 2008 y hubo una nueva edición especial de La Futbolería. En ésta, la parte dedicada a la tertulia se aplazó hasta el final del programa, puesto que al principio se realizaron entrevistas por parte de los directores del programa, Miguel Ángel Méndez y Alfredo Duro. Los invitados fueron (por orden): Ramón Calderón, Joan Laporta, Enrique Cerezo, Juande Ramos, Emilio Butragueño, Gabriel Masfurroll, Raúl González y Manel Estiarte. Se les preguntó a todos por el tema de la tertulia, el resultado del FC Barcelona - Real Madrid CF de 2-0 en los aspectos de si era o no justo o el juego y la distancia del Real Madrid frente al del FC Barcelona.

## Sintonías
- La canción de apertura de este programa deportivo se llama Chelsea Dagger, de The Fratellis.
- La canción de cierre normalmente en el programa se llama Viva la vida, de Coldplay.